# Masłowice Trzebiatkowskie
Masłowice Trzebiatkowskie (kaszub. Trzebiôtkòwsczé Masłowice, niem. Groß Massowitz) – wieś kaszubska w Polsce położona na Pojezierzu Bytowskim, w województwie pomorskim, w powiecie bytowskim, w gminie Tuchomie, 1,1 km na zachód od drogi krajowej nr 20 ze Stargardu do Gdyni.
W latach 1975–1998 miejscowość administracyjnie należała do województwa słupskiego.